# Encyklopedia sportów świata
Encyklopedia sportów świata – 16-tomowa, polska encyklopedia sportowa poświęcona różnym dyscyplinom sportowym, która wydana została w latach 2001-2006 w Poznaniu   .

## Opis
Encyklopedię zredagował i opracował historyk kultury fizycznej oraz etnolog sportu dr hab., prof. nadzw. AWF Wojciech Lipoński wraz ze współpracownikami  , .
Jej wydanie poprzedziła publikacja "Humanistycznej encyklopedii sportu" tego samego autora, która była wstępem do wielotomowego wydania. Zawiera ono zestawienie ponad 3 tysięcy historycznych, regionalnych, narodowych i międzynarodowych dziedzin sportu na 600 stronach publikacji w formacie A3  .
Encyklopedia spotkała się z zainteresowaniem zagranicznych wydawców i doczekała się edycji w językach angielskim, hiszpańskim i francuskim .

## Wydania
Encyklopedię wydano w sumie 2 razy:
- Wyd. 1[1] ,[3]
- Wyd. 2 wyd. w 2006 r. z udziałem Krzysztofa Sawali, zostało wzbogacone o zestawienia statystyczne i uzupełnione o kolejne sporty. Ukazało się 16-tomowe wydanie, ok. 4000 stron tekstu nakładem oficyny Wydawniczej Atena, Agory SA oraz popularnej Biblioteki „Gazety Wyborczej”[1] ,[2] ,[3] .